# Dubravka, Mahdalînivka
Dubravka (în ucraineană Дубравка) este un sat în așezarea urbană Mahdalînivka din raionul Mahdalînivka, regiunea Dnipropetrovsk, Ucraina.

## Demografie
Componența lingvistică a localității Dubravka
     Ucraineană (92,47%)
     Rusă (7,53%)
Conform recensământului din 2001, majoritatea populației localității Dubravka era vorbitoare de ucraineană (92,47%), existând în minoritate și vorbitori de rusă (7,53%).